# I Believe I Can Fly
I Believe I Can Fly är en låt av R. Kelly från filmmusiken till filmen Space Jam (Space Jam: Music from and Inspired by the Motion Picture) samt från hans album R. från 1998. I Believe I Can Fly fick tre Grammisar av fem nomineringar när den kom ut år 1996.
R. Kelly berättade för The Boombox 2013 om hur han och basketspelaren Michael Jordan (som har huvudrollen i filmen Space Jam) träffades i Chicago (R. Kellys födelsestad och Jordans hemstad under åren med Chicago Bulls) och att Jordan frågade honom om han ville skriva en låt för sin kommande film, och enligt Kelly tackade han ja till uppdraget utan att ens veta vad filmen handlade om.